# 제네레이션 엑스
제네레이션 엑스(Generation X)는 영국의 펑크 록 밴드이다.

## 역사
1976년에 생겨났다. 초기에는 '첼시'(Chelsea)라는 이름으로 활동했으며, 구성원은 빌리 아이돌, 토니 제임스, 존 토우, 진 악토버였다. 진 악토버가 떠난 후 'Generation X'로 개명하였다.
1976년 12월 4일에 런던 펄램 아츠 센터에서 첫 공연을 하였다. 이 그룹을 통해 빌리 아이돌은 나중에 미국에서 솔로 활동을 할 수 있게 되었다.

## 음반
- Generation X, 1978
- Valley of the Dolls, 1979
- Kiss Me Deadly, 1981